# Cristina Mason
Christina Mason (Ciudad de México, 31 de marzo de 1989) es una actriz mexicana de teatro y televisión. Es hija de la también actriz Tina Romero y del pintor y poeta Cristian Mason. Conocida por el personaje de Gretel Ruiz en la telenovela Llena de amor.
Su debut como actriz fue en 2009 en la telenovela Verano de amor de Televisa; no obstante con unos cuantos años de vida participó en la telenovela Mi pequeña Soledad en 1990 interpretando a Soledad cuando era una pequeña bebé.

## Filmografía

### Telenovelas
- Bajo el mismo cielo (2015) - Noemí Giménez
- Amor sin reserva (2014) - Paula Padilla
- Rosario (2013) - Misericordia "Merci"
- Relaciones peligrosas (2012) - Nora Guzmán
- Llena de amor (2010) - Gretel Ruiz y de Teresa Curiel / Manolo de la Garza Montiel
- Verano de amor (2009) - Zoe Palma[2]
- Sortilegio (2009) - Lety
- Amarte así (2005) - Rosita
- Mi pequeña Soledad (1990) - Soledad (bebé)

### Series
- Como dice el dicho (2011) la rosa de guadalupe
- S.O.S.: Sexo y otros secretos (2007-2008) - Irenita
- Decisiones

## Premios

### Premios TVyNovelas
| Año  | Categoría                 | Telenovela    | Resultado |
| ---- | ------------------------- | ------------- | --------- |
| 2011 | Mejor revelación femenina | Llena de amor | Nominada  |